# 子叔姬 (齐昭公夫人)
子叔姬（?—?），齐昭公的夫人，齐君舍的母亲。
子叔姬嫁给齐昭公为夫人，生了齐君舍。叔姬不受宠爱，舍没有威信。公子商人杀死齐君舍，即位为齐懿公。襄仲派人报告周顷王，请用周天子的尊荣在齐国求得子叔姬，说：“杀了她的儿子，哪里还用得着他的母亲？请求接纳惩办她。”鲁文公十四年（前613年）冬季，单伯到齐国请求送回子叔姬，齐国人逮捕了单伯和子叔姬。鲁文公十五年（前612年）春季，季文子为了单伯和子叔姬去晋国。齐国人允许了单伯要子叔姬回国的请求，赦免单伯，派他到鲁国传达命令。《春秋经》记载说“单伯至自齐”，这是表示尊重他。天子有命，齐国人把子叔姬送到鲁国。